# 暗闇へのワルツ
『暗闇へのワルツ』（くらやみへのワルツ、Waltz into Darkness）は、アメリカ合衆国の作家コーネル・ウールリッチがウィリアム・アイリッシュ名義で1947年に発表したサスペンス小説。
この作品を原作として、フランソワ・トリュフォー監督の1969年の映画『暗くなるまでこの恋を』やマイケル・クリストファー監督の2001年の映画『ポワゾン』が制作された。
フランス語には、ジョルジュ・ベルモントにより "La Sirène du Mississippi" の題名（「ミシシッピ川のセイレーン/人魚」の意）で翻訳され、1950年にガリマール出版社から出版された。トリュフォー監督の1968年の映画『夜霧の恋人たち』の中には、主人公がこの本を読んでいる場面がある。
日本語では、高橋豊による翻訳があり、1958年に早川書房の「世界探偵小説全集」の1冊として出版され、1976年にはハヤカワ・ミステリ文庫に入った。

## あらすじ
ルイスは、通信交際会を介して手紙をやり取りしていた、写真だけでその姿を知るジュリアと結婚することになっていた。ジュリアの乗る船がニューオーリンズに到着した日、ルイスは乗客の中に彼女を見つけることができなかった。多くの人が行き交う中、必死に彼女を探していたルイスは、ひとりの美女と出会う。

## 仮面の花嫁 暗闇へのワルツ
登場人物を日本人に、舞台を日本に翻案したテレビドラマ『仮面の花嫁 暗闇へのワルツ』が製作され、土曜ワイド劇場の1本として1981年3月14日に放映されている。
スタッフ
- 監督 - 神代辰巳
- 脚本 - 佐治乾
- 音楽 - 大野真澄

キャスト
- キャサリン（江口令子） - 酒井和歌子 - ペルーの日系二世
- 永野敏夫 - 森本レオ
- 警部 - 石橋蓮司
- ジミー大倉 - ジョー山中
- 江角英
- 荒砂ゆき
- 古唐三零
- 八木景子
- 伊藤奈穂美
- ピーター・ストーン
- 宝エマ
- 大島豊
- 宍戸錠
- 永野雄二 - 愛川欽也 - 水産会社の専務。手紙交換でキャサリンと知り合い、結婚する。